# Funzione eta di Dedekind
In matematica, la funzione eta di Dedekind è una forma modulare di peso 1/2 ed è una funzione definita nella metà superiore del piano complesso dei numeri complessi, dove la parte immaginaria è positiva.

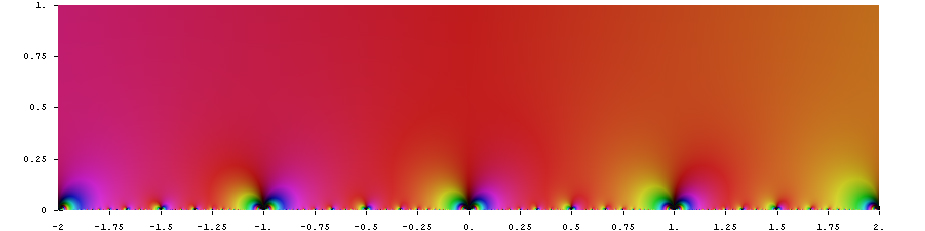
Funzione eta di Dedekind nel piano complesso

## Definizione
Per qualsiasi di questi numeri complessi {\displaystyle \tau }, sia {\displaystyle q=e^{2\pi i\tau }}, si definisce allora la funzione eta {\displaystyle \eta (\tau )}:
{\displaystyle \eta (\tau )=e^{\frac {\pi i\tau }{12}}\prod _{n=1}^{\infty }(1-q^{n}).}
La notazione {\displaystyle q=e^{2\pi i\tau }\,} è ora diventata standard nella teoria dei numeri, sebbene molti vecchi libri usano {\displaystyle q} riferendosi a {\displaystyle e^{\pi i\tau }}. Elevando eta alla 24-esima potenza si ottiene: 
{\displaystyle \Delta =(2\pi )^{12}\eta ^{24}(\tau )}
dove {\displaystyle \Delta } è il discriminante modulare. La presenza del numero 24 non è nuova in matematica, ad esempio si ha negli oggetti a 24 dimensioni della matrice di Leech.
La funzione eta è olomorfa nella parte superiore del piano ma non può essere prolungata analiticamente al di fuori di esso.

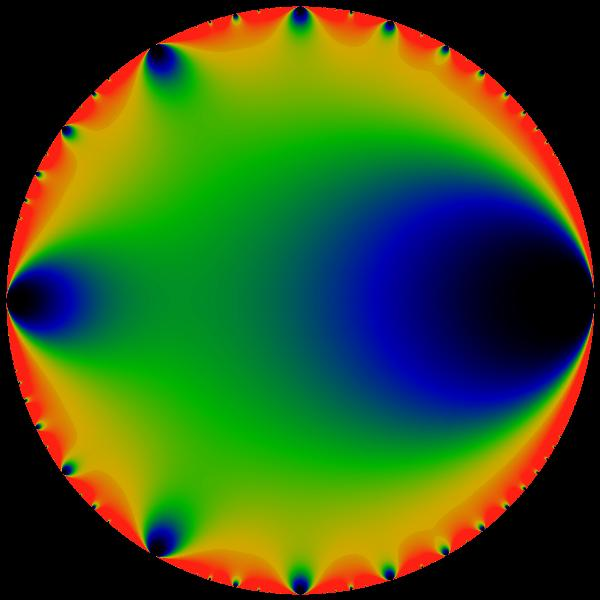
Modulo di Eulero phi sul disco unitario in cui nero=0 e rosso=4

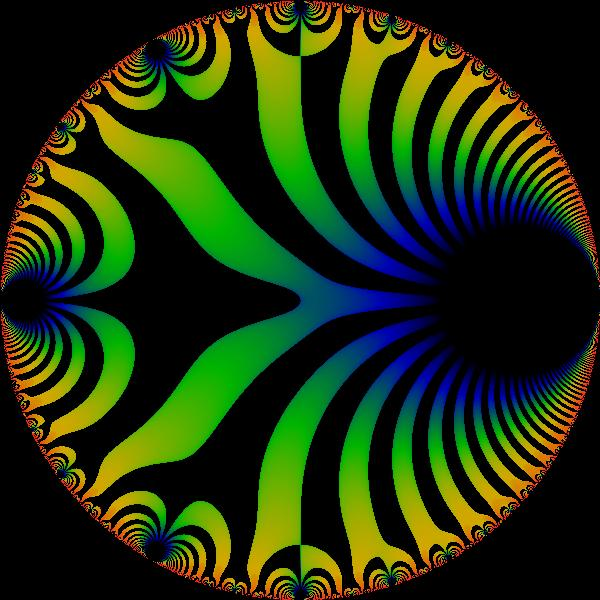
La parte reale del discriminante modulare in funzione di q.

La funzione eta soddisfa l'equazione funzionale:
{\displaystyle \eta (\tau +1)=e^{\frac {\pi {i}}{12}}\eta (\tau ),}
{\displaystyle \eta (-{\tfrac {1}{\tau }})={\sqrt {-{i}\tau }}\eta (\tau ).}
Più in generale, supponiamo che {\displaystyle a,b,c,d} siano interi con {\displaystyle ad-bc=1}, in modo che:
{\displaystyle \tau \mapsto {\frac {a\tau +b}{c\tau +d}},}
sia una trasformazione appartenente al gruppo modulare. Si può assumere che sia {\displaystyle c>0}, oppure che sia {\displaystyle c=0} e {\displaystyle d=1}, allora
{\displaystyle \eta \left({\frac {a\tau +b}{c\tau +d}}\right)=\varepsilon (a,b,c,d)(c\tau +d)^{\frac {1}{2}}\eta (\tau ),}
dove
{\displaystyle \varepsilon (a,b,c,d)=e^{\frac {bi\pi }{12}},\quad (c=0,d=1);}
{\displaystyle \varepsilon (a,b,c,d)=e^{i\pi \left({\frac {a+d}{12c}}-s(d,c)-{\frac {1}{4}}\right)},\quad (c>0).}
In questo caso {\displaystyle s(h,k)} è la somma di Dedekind
{\displaystyle s(h,k)=\sum _{n=1}^{k-1}{\frac {n}{k}}\left({\frac {hn}{k}}-\left\lfloor {\frac {hn}{k}}\right\rfloor -{\frac {1}{2}}\right).}
Queste equazioni funzionali rendono la funzione eta una funzione modulare di peso 1/2 e di livello 1 per un certo carattere di ordine 24 del rivestimento doppio metaplettico del gruppo modulare, e può essere usata per definire altre forme modulari. In particolare il discriminante modulare di Weierstraß può essere definito come:
{\displaystyle \Delta (\tau )=(2\pi )^{12}\eta (\tau )^{24},}
ed è una forma modulare di peso 12. (Alcuni autori omettono il fattore {\displaystyle (2\pi )^{12}}, in modo che lo sviluppo della serie abbia coefficienti interi.)
Il prodotto triplo di Jacobi implica che eta sia (fino ad un certo fattore) una funzione theta di Jacobi per speciali valori degli argomenti: 
{\displaystyle \eta (z)=\sum _{n=1}^{\infty }\chi (n)\exp({\tfrac {1}{12}}\pi in^{2}z),}
dove {\displaystyle \chi (n)} è un carattere di Dirichlet modulo 12 con {\displaystyle \chi (\pm 1)=1}, {\displaystyle \chi (\pm 5)=-1}.
La funzione di Eulero
{\displaystyle \phi (q)=\prod _{n=1}^{\infty }\left(1-q^{n}\right),}
relativa a {\displaystyle \eta } per {\displaystyle \phi (q)=q^{-1/24}\eta (\tau )}, ha una serie di potenze grazie al identità di Eulero:
{\displaystyle \phi (q)=\sum _{n=-\infty }^{\infty }(-1)^{n}q^{(3n^{2}-n)/2}.}
Poiché la funzione eta è facile da calcolare con una delle due serie di potenze, essa è spesso utile nei calcoli, quando possibile, di altre funzioni esprimendole nei termini di funzioni eta. Inoltre prodotti e quozienti eta, chiamati quozienti eta, possono essere usati per rappresentare una grande varietà di forme modulari. 
Il grafico di questa pagina mostra i moduli della funzione di Eulero: il fattore addizionale {\displaystyle q^{1/24}} tra questo ed eta non mostra significative differenze (introduce solo una minuscola variazione all'origine). Perciò questo grafico può essere visto come eta in funzione di {\displaystyle q}.

## Valori speciali
Dalla connessione con la funzione di Eulero e con i suoi valori speciali si può facilmente dedurre 
{\displaystyle \eta (i)={\frac {\Gamma \left({\frac {1}{4}}\right)}{2\pi ^{3/4}}},}
{\displaystyle \eta \left({\tfrac {1}{2}}i\right)={\frac {\Gamma \left({\frac {1}{4}}\right)}{2^{7/8}\pi ^{3/4}}},}
{\displaystyle \eta (2i)={\frac {\Gamma \left({\frac {1}{4}}\right)}{2^{{11}/8}\pi ^{3/4}}},}
{\displaystyle \eta (4i)={\frac {{\sqrt[{4}]{-1+{\sqrt {2}}}}\;\Gamma \left({\frac {1}{4}}\right)}{2^{{29}/16}\pi ^{3/4}}}.}

## Quozienti eta
I quozienti della funzione eta con argomenti immaginari quadratici possono essere algebrici, mentre combinazioni di quozienti eta possono persino essere integrali. Per esempio definiamo:
{\displaystyle j(\tau )={\Big (}{\big (}{\tfrac {\eta (\tau )}{\eta (2\tau )}}{\big )}^{8}+2^{8}{\big (}{\tfrac {\eta (2\tau )}{\eta (\tau )}}{\big )}^{16}{\Big )}^{3}}
{\displaystyle j_{2A}(\tau )={\Big (}{\big (}{\tfrac {\eta (\tau )}{\eta (2\tau )}}{\big )}^{12}+2^{6}{\big (}{\tfrac {\eta (2\tau )}{\eta (\tau )}}{\big )}^{12}{\Big )}^{2}}
{\displaystyle j_{3A}(\tau )={\Big (}{\big (}{\tfrac {\eta (\tau )}{\eta (3\tau )}}{\big )}^{6}+3^{3}{\big (}{\tfrac {\eta (3\tau )}{\eta (\tau )}}{\big )}^{6}{\Big )}^{2}}
allora,
{\displaystyle j{\Big (}{\tfrac {1+{\sqrt {-163}}}{2}}{\Big )}=-640320^{3},\quad e^{\pi {\sqrt {163}}}\approx 640320^{3}+743,99999999999925\dots }
{\displaystyle j_{2A}{\Big (}{\tfrac {\sqrt {-58}}{2}}{\Big )}=396^{4},\qquad \quad e^{\pi {\sqrt {58}}}\approx 396^{4}-104,00000017\dots }
{\displaystyle j_{3A}{\Big (}{\tfrac {1+{\sqrt {-89/3}}}{2}}{\Big )}=-300^{3},\quad e^{\pi {\sqrt {89/3}}}\approx 300^{3}+41,999971\dots }
e così di seguito, valori che compaiono nelle serie di Ramanujan–Sato.